# Linia kolejowa Rawa Ruska – Czerwonogród
Linia kolejowa Rawa Ruska – Czerwonogród – linia kolejowa na Ukrainie łącząca znajdującą się przy granicy z Polską stację Rawa Ruska ze stacją Czerwonogród. Znajduje się w obwodzie lwowskim. Zarządzana jest przez Kolej Lwowską (oddział ukraińskich kolei państwowych).
Linia na całej długości jest jednotorowa i niezelektryfikowana.

## Historia
Powstała w 1884 jako część linii Jarosław - Sokal. Początkowo leżała w Austro-Węgrzech, od 1918 do 1945 (odcinek Rawa Ruska – Poddębce) i do 1951 (odcinek Poddębce – Czerwonogród (Krystynopol)) w Polsce, a następnie w Związku Sowieckim. Od 1991 znajduje się na Ukrainie.
Po II wojnie światowej odcinek Poddębce – Krystynopol (obecnie Czerwonogród) – Sokal pozostał przy Polsce, jednak nie miał on bezpośredniego połączenia z resztą kraju. Linia, ze względu na zniszczenia wojenne, w pierwszych powojennych latach nie była użytkowana. W 1948 wybudowano linię Hrebenne - Poddębce omijającą tereny radzieckie oraz wyremontowano istniejącą linię Poddębce – Sokal. Renowacja obejmowała m.in. odbudowę 14 mostów i 15 przepustów oraz przekucie torów do rozstawu normalnego (po wcześniejszym przekuciu do rozstawu szerokotorowego podczas okupacji sowieckiej). Uroczyste otwarcie linii nastąpiło 16 listopada 1948. W 1951 w wyniku polsko-sowieckiej umowy o zmianie granic linia w całości znalazła się w granicach ZSRS, a odcinek Hrebenne - Poddębce został zlikwidowany.